# Недозволенное (фильм, 1932)
«Недозволенное» (англ. Forbidden) — кинофильм режиссёра Фрэнка Капры, вышедший на экраны в 1932 году. Лента участвовала в конкурсной программе Венецианского кинофестиваля.

## Сюжет
Молодая женщина по имени Лулу Смит работает скромным библиотекарем. Она мечтает найти вторую половинку и выйти замуж, однако одинока в течение многих лет. Чтобы вырваться из рутины и встретить кого-то, она отправляется в круиз в Гавану и встречает на пароходе адвоката Боба Гровера. Между ними возникает чувство, а отношения продолжаются и после возвращения из отпуска. Однажды Боб признаётся, что на самом деле женат и не может оставить жену. Лулу разрывает с ним, а через несколько месяцев рожает от него девочку. Тем временем Боб начинает делать успешную политическую карьеру, а цепкий репортёр Холланд начинает раскапывать его прошлое...

## В ролях
- Барбара Стэнвик — Лулу Смит
- Адольф Менжу — Боб Гровер
- Ральф Беллами — Холланд
- Дороти Петерсон — Хелен Гровер
- Томас Джефферсон — Уилкинсон
- Шарлотта Генри — Роберта (в возрасте 18 лет)
- Оливер Экхардт — Бриггз

В титрах не указаны
- Чарльз Миддлтон — пианист
- Генри Арметта — Эмиль